# Europa Central

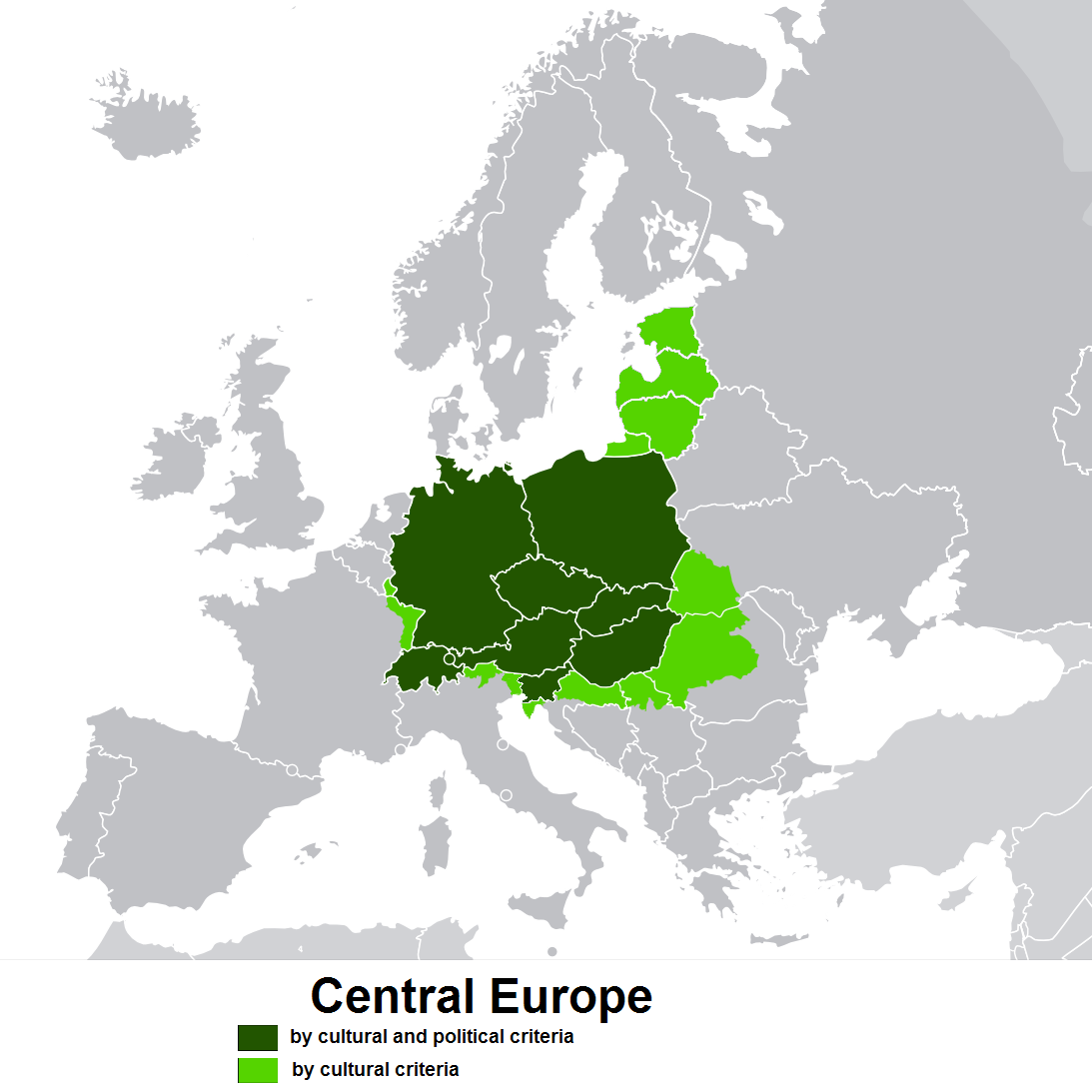
Mapa aproximado da Europa Central, baseados em critérios políticos e culturais.

Proposta da Comissão permanente dos nomes geográficos europeus para a delimitação da Europa Central e das outras regiões.

A Europa Central é o conjunto dos países da Europa com a maior parte do seu território ligado às cordilheiras dos Alpes, incluindo as suas extensões para os Bálcãs e os Cárpatos. Estes países ou os seus antepassados estiveram historicamente na situação de serem alternadamente invadidos e, por vezes, administrados por países da Europa Ocidental (notavelmente o Sacro Império Romano-Germânico), pela Rússia, pela Polônia-Lituânia e até pelo Império Bizantino.
Durante a era soviética, parte destes países tinha regimes políticos socialista, enquanto outros alinhavam pelo Ocidente; nessa altura, a expressão Europa central referia-se principalmente à Áustria e à Suíça, os únicos países que não integravam nem a OTAN, nem o Pacto de Varsóvia.
Assim, podem considerar-se parte dessa sub-região a Alemanha, a Áustria, a Eslováquia, a Hungria, o Liechtenstein, a Polónia, a República Checa e a Suíça.
A região é ainda subdividida em dois grupos de países:
- os países alpinos: Alemanha, Áustria, Eslovénia, Liechtenstein e Suíça; e
- o Grupo de Visegrád, também chamado V4: a Hungria, a Polónia, a Chéquia e a Eslováquia.

## Países da Europa Central

### Alemanha

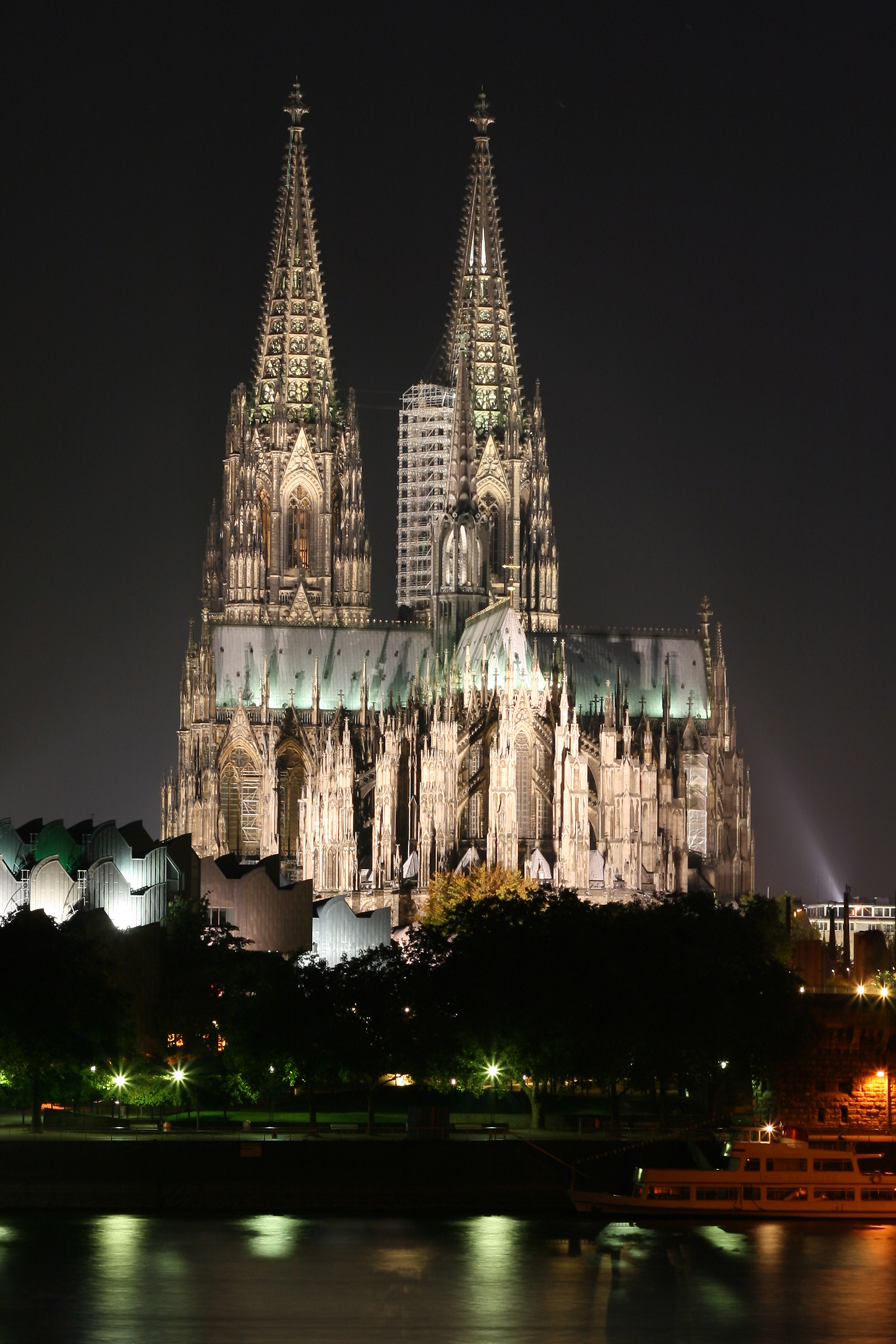
A Catedral de Colónia é um Patrimônio Mundial da UNESCO. A construção começou em 1248 e foi concluída em 1880. A catedral era o edifício mais alto do mundo entre 1880 e 1884.

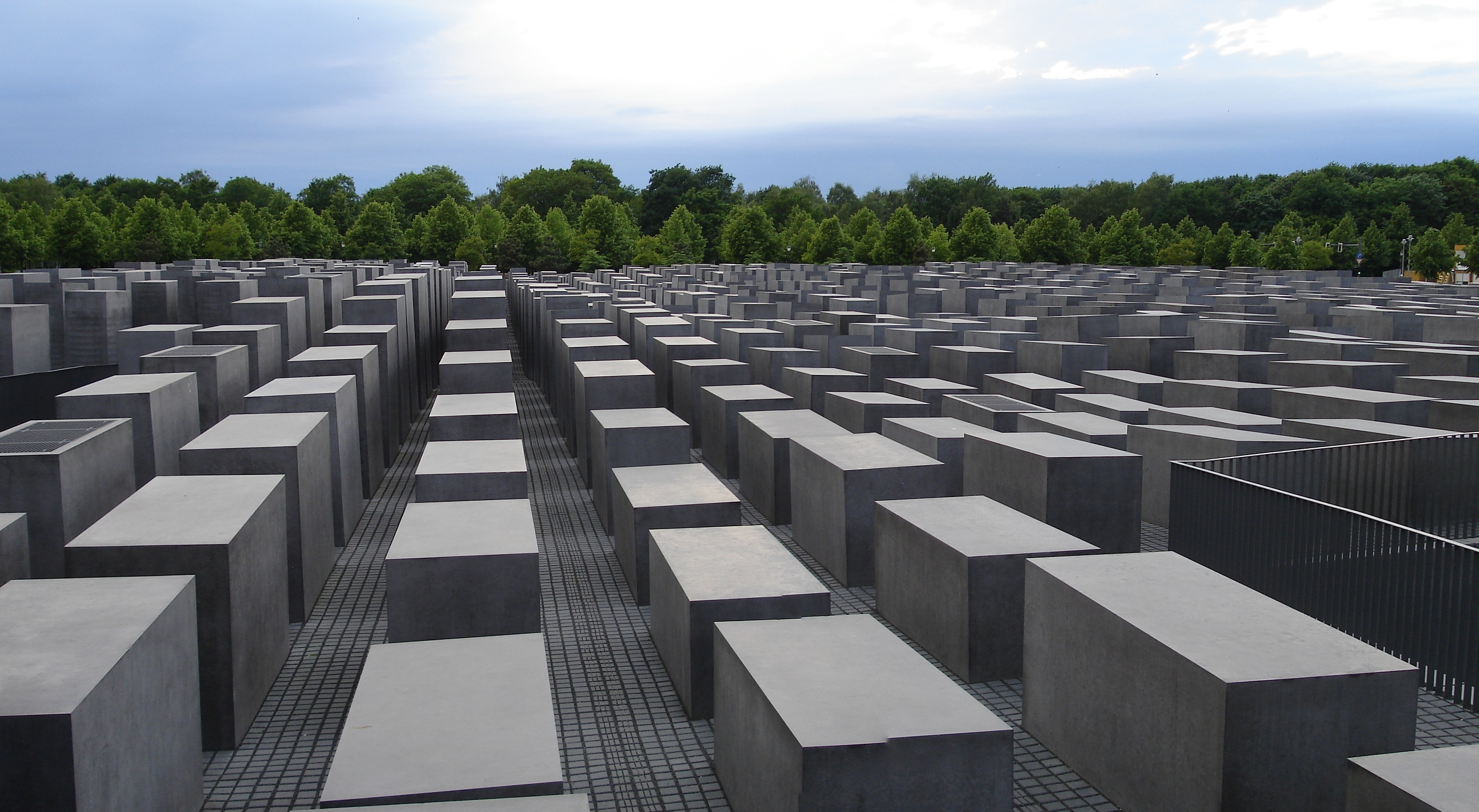
Memorial ao Holocausto, um programa de extermínio sistemático, patrocinado pelo Estado, na Alemanha, em todo o território ocupado pelos nazistas. Levou à morte de pelo menos 5 milhões de pessoas.

A República Federal da Alemanha é o país que possuiu a maior economia da Europa, o terceiro PIB nominal e o quinto em PIB. Fundador da União Europeia e membro do NATO e do Grupo dos 7, tem uma grande importância na geopolítica e economia mundial.
Desde a revolução industrial o país tem sido criador, inovador e beneficiário de uma economia globalizada. A exportação de bens produzidos na Alemanha é um dos principais fatores da riqueza alemã. A Alemanha é maior exportador mundial com US$ 1,13 trilhão exportado em 2006 (países da Eurozona incluído) e gerou um superávit comercial de € 165 bilhões. O setor de serviços contribui com 70% do PIB, a indústria 29,1% e a agricultura 0,9%. A maioria dos produtos alemães são em engenharia, especialmente automóvel, máquina, metal, e produtos químicos.
Com mais de 83 milhões de habitantes, a Alemanha é o país mais populoso da União Europeia, apesar de sua taxa de natalidade seja de 1,39 filhos por mulher, uma das mais baixas do mundo. A Alemanha tem um grande número de cidades grandes, sendo as mais populosas Berlim, Hamburgo, Munique, Colônia, Frankfurt e Estugarda (Stuttgart). De longe a maior área urbana contínua é a Região do Reno-Ruhr, que inclui Dusseldórfia (Düsseldorf) e cidades como Colônia (Köln), Essen, Dortmund, Duisburgo e Bochum.
Sua língua, o alemão é falado por aproximadamente 100 milhões de falantes nativos e mais 80 milhões de falantes não nativos. O alemão é a língua principal de aproximadamente 90 milhões de pessoas (18%) na UE. 67% dos cidadãos alemães dizem serem capazes de comunicar-se em pelo menos uma língua estrangeira, 27% em pelo menos duas línguas além da materna.

### Áustria

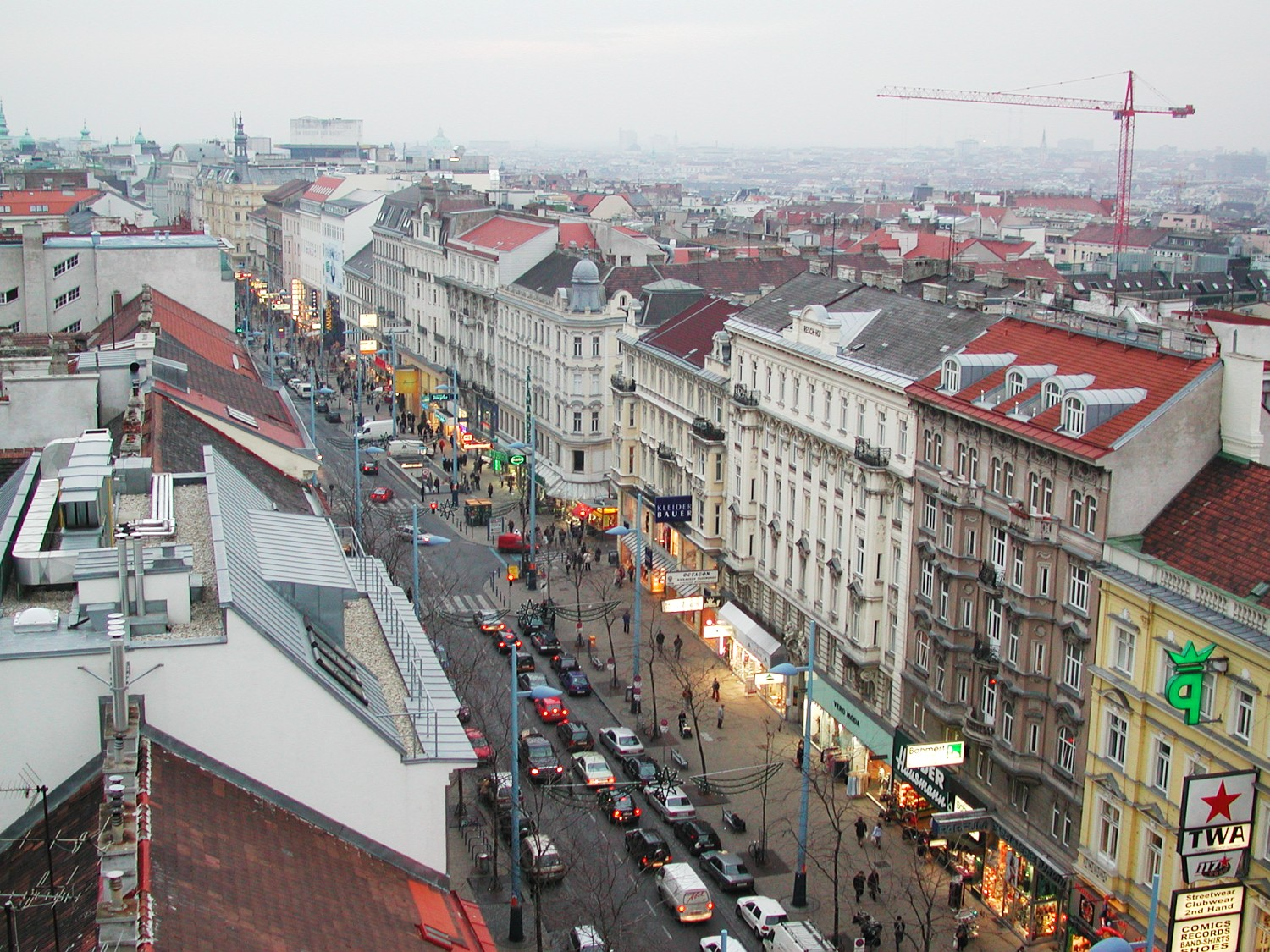
Mariahilf avenida comercial

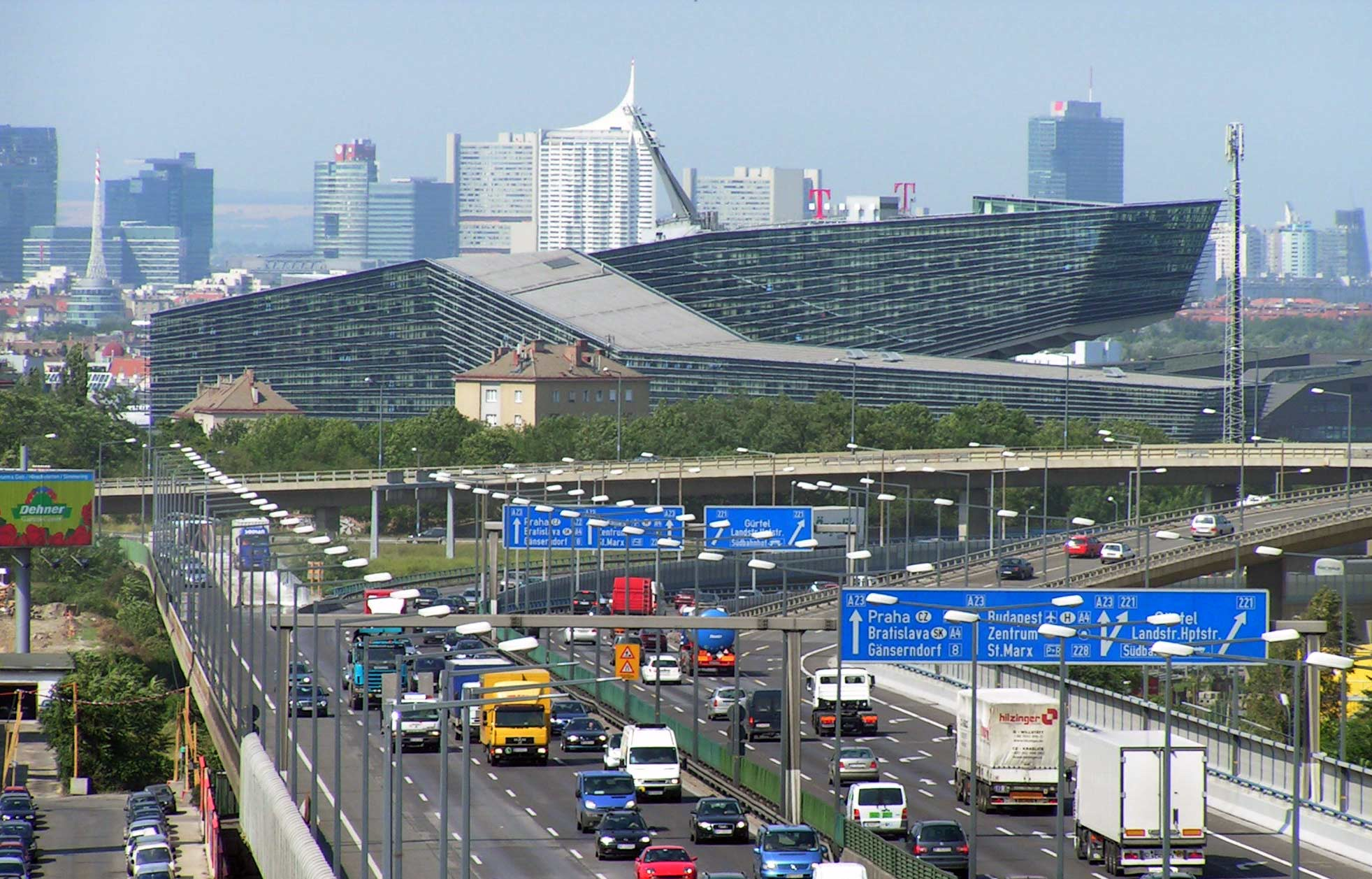
Imagem de Viena, a cidade mais importante do país.

A República da Áustria é um país montanhoso, com 83 858 km de extensão territorial. A língua oficial é o alemão. É também a língua mais falada, sendo primeira língua de 97% da população. Existem minorias de alemânicos e croatas. A Áustria foi a terra natal de vários compositores famosos tais como Wolfgang Amadeus Mozart, Joseph Haydn, Johann Strauß I, entre outros. Sua capital e principal cidade, Viena desde o século XVIII um dos mais importantes centros culturais europeus e mundiais.
Membro da União Europeia, a Áustria possui um PIB de US$ 297 727 milhões, com o 35º maior PIB do mundo.

### Bélgica

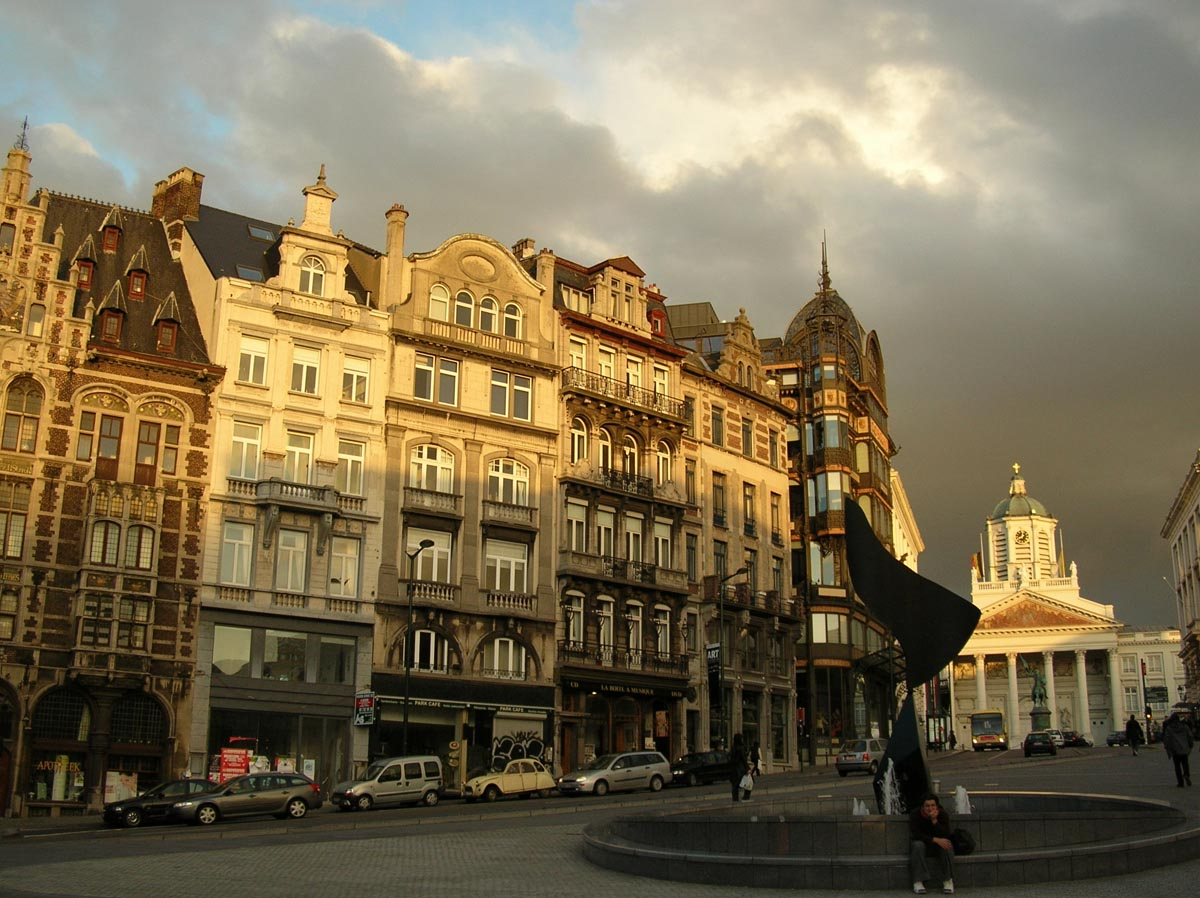
Entardecer em Bruxelas, a capital da Bélgica.

O Reino da Bélgica tem uma área de 30 510 km², distribuídos por três regiões físicas principais: a planície costeira (localizada a noroeste), o planalto central e as elevações das Ardenas (situadas a sudeste). Sua população é cerca de 10,4 milhões (julho 2005, estimado), entre os quais 6,2 milhões de Flamengo (na Flandres e Bruxelas), 3,2 milhões de Valões, 900 mil habitantes em Bruxelas e 70 mil germanófonos.
É membro da União Europeia e da (OTAN). A base da sua economia é a metalurgia, produtos químicos (farmacêuticos), eletrônicos, têxteis, vidros, chocolates, diamantes, móveis e agricultura (uvas, ameixas, morangos e aspargos).

### Eslováquia

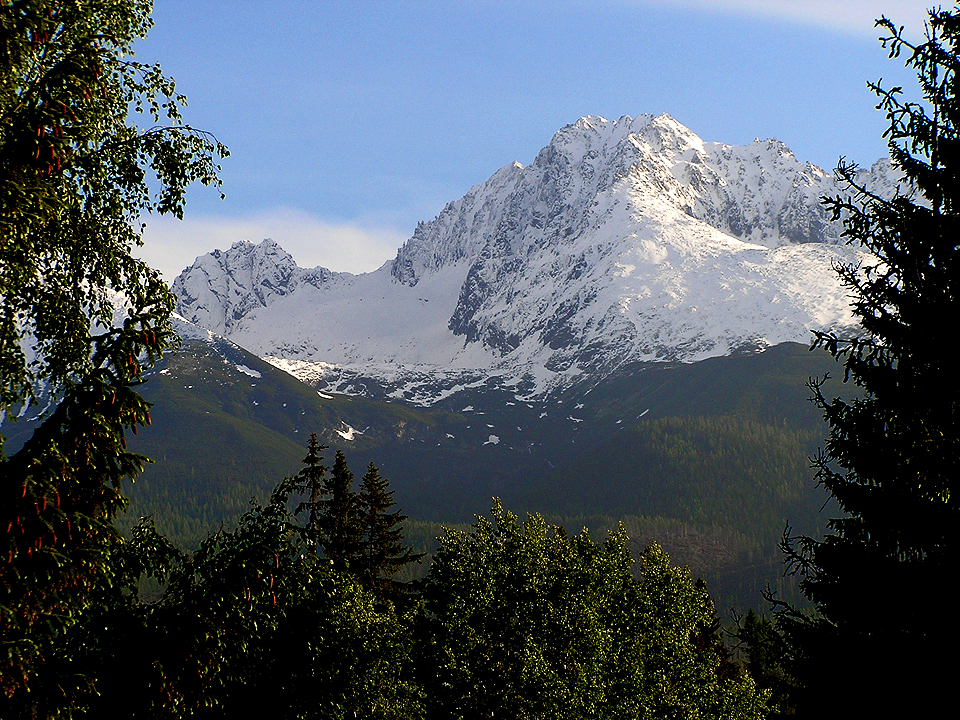
Gerlachovsky Stit (2655 m), pico mais alto da Eslováquia.

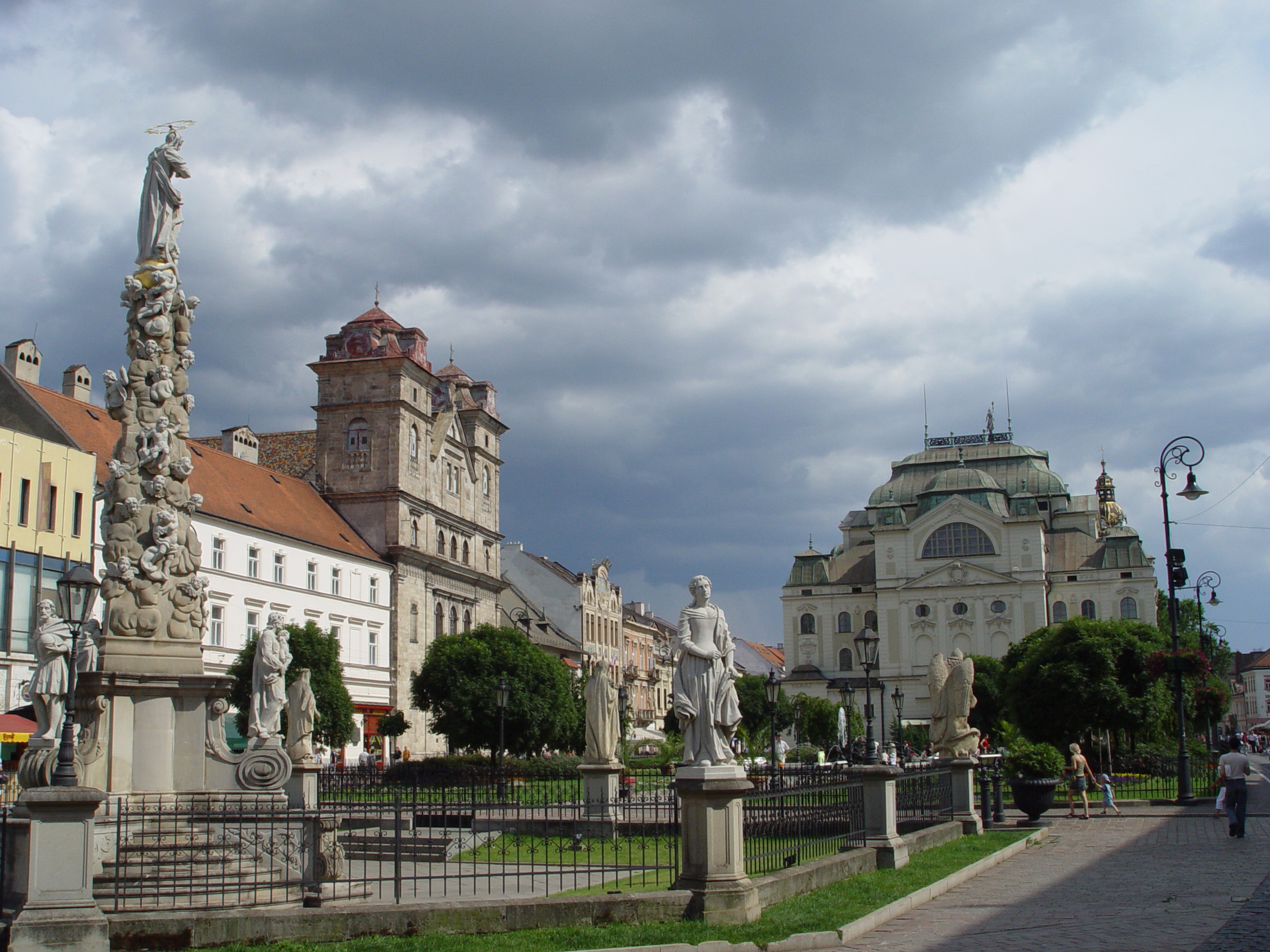
Hlavná ulica (rua principal), em Košice.

A Eslováquia (em eslovaco Slovensko), cujo nome oficial é República Eslovaca (em eslovaco Slovenská republika), é um país sem litoral localizado na Europa Central. Com uma população de mais de cinco milhões de habitantes e uma área de cerca de 49 mil km², o país limita com a República Checa e a Áustria a oeste, a Polónia ao norte, a Ucrânia ao leste e a Hungria ao sul. Sua capital e maior cidade é Bratislava. A Eslováquia é um Estado-membro da União Europeia, da OTAN, da OCDE, da OMC e de outras organizações internacionais.
Os povos eslavos chegaram ao território da atual Eslováquia entre os séculos V e VI, durante o período das grandes migrações. Ao longo da história, partes do território atualmente ocupado pela Eslováquia pertenceram ao Império de Samo (primeira entidade política dos eslavos), Grande Morávia, Reino da Hungria, Império Habsburgo, Monarquia Austro-Húngara e Checoslováquia. A Eslováquia tornou-se independente em 1 de janeiro de 1993, com a divisão pacífica da Checoslováquia: o chamado Divórcio de Veludo.

### Hungria

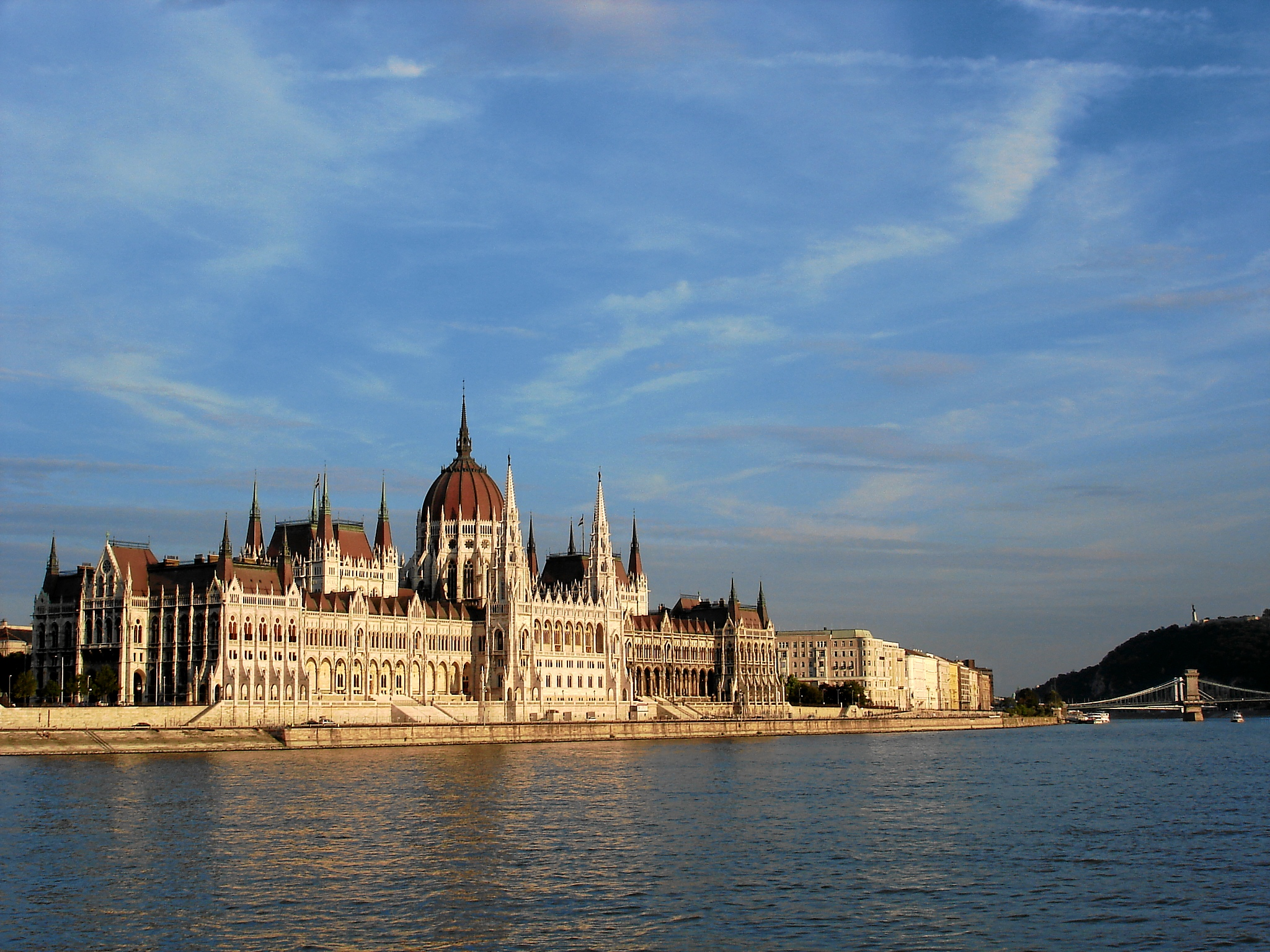
Parlamento de Budapeste.

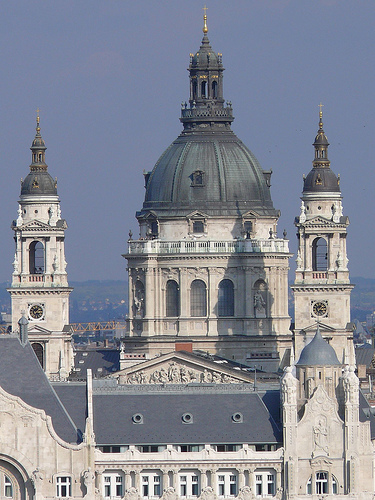
Catedral Basílica de Santo Estêvão em Budapeste.

A Hungria (em húngaro:  Magyarország), oficialmente República da Hungria (Magyar Köztársaság), é um país sem saída para o mar na planície da Panônia, na Europa Central. Limita com Áustria, Eslováquia, Romênia, Ucrânia, Sérvia, Croácia e Eslovênia. Sua capital é a cidade de Budapeste, a maior do país. A Hungria é membro da OCDE, OTAN, UE e do Grupo de Visegrád, e é um Estado Schengen. Sua língua oficial é o húngaro, que integra a família linguística fino-úgrica.
Em seguida a períodos de ocupação céltica (após 450 a.C.) e romana (de 9 a.C. até o século IV), considera-se que as bases da fundação do Estado húngaro foram estabelecidas no século IX pelo chefe magiar Árpád, cujo bisneto Estêvão I ascendeu ao trono com uma coroa enviada por Roma em 1000. O Reino da Hungria existiu sem interrupções por 946 anos, e em diversos momentos foi visto como um dos centros culturais do mundo ocidental. Uma potência significativa até os anos 1910, a Hungria perdeu mais de dois terços de seu território (e 3,3 milhões de húngaros étnicos) devido ao tratado de Trianon de 1920. Sucedeu ao reino um regime comunista (1947-1989) durante o qual o país recebeu ampla atenção da comunidade internacional por conta da Revolução de 1956 e, posteriormente, a abertura de sua fronteira com a Áustria em 1989, que acelerou o colapso do Bloco Oriental. Desde aquele ano, o país é uma república parlamentarista. Hoje a Hungria é um país de alta renda e seu objetivo é tornar-se um país desenvolvido pelos padrões do FMI. Em 1 de janeiro de 2004, a Hungria ingressou formalmente na União Europeia.

### Liechtenstein

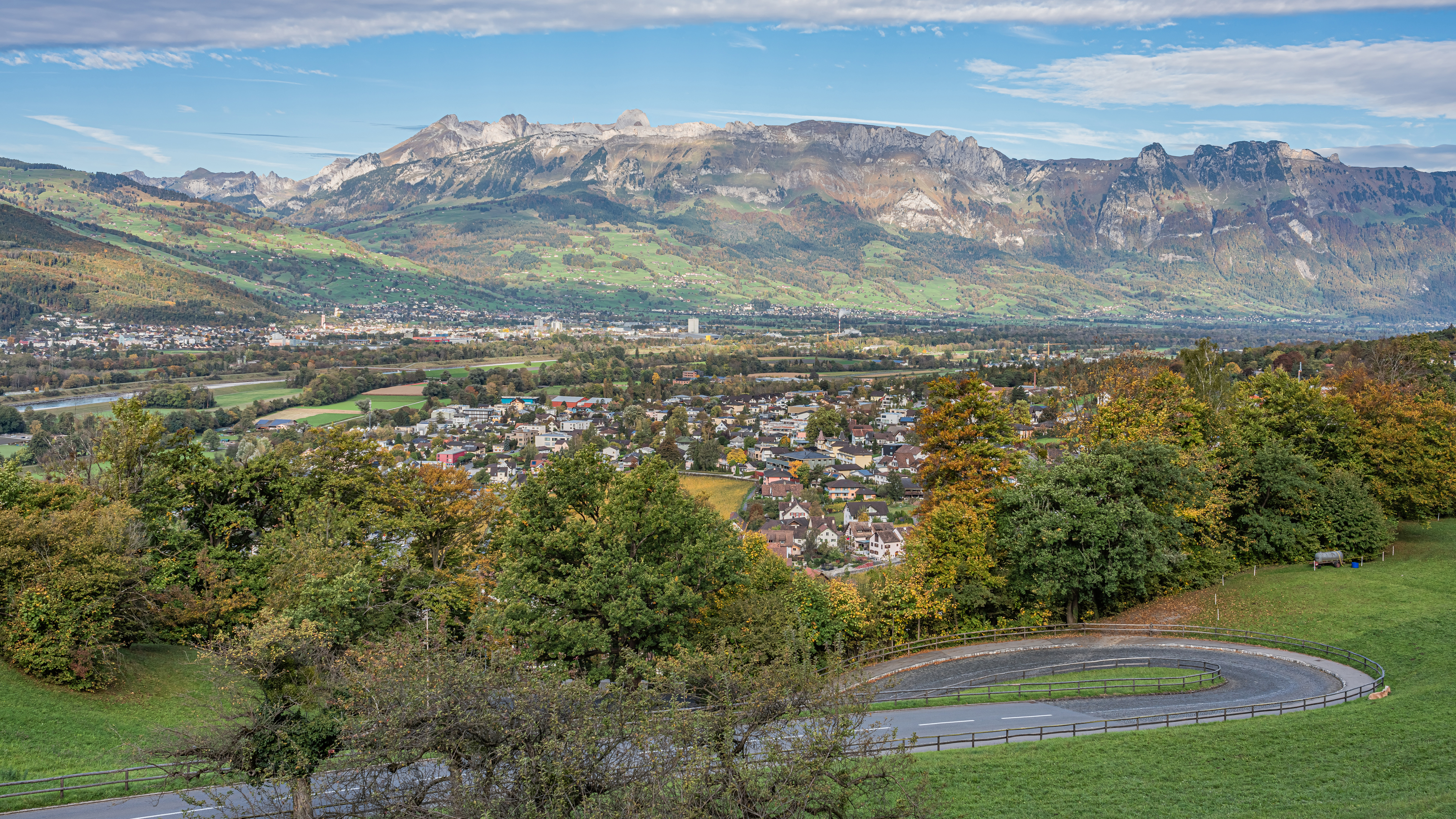
Vista do centro de Vaduz, a capital de Liechtenstein.

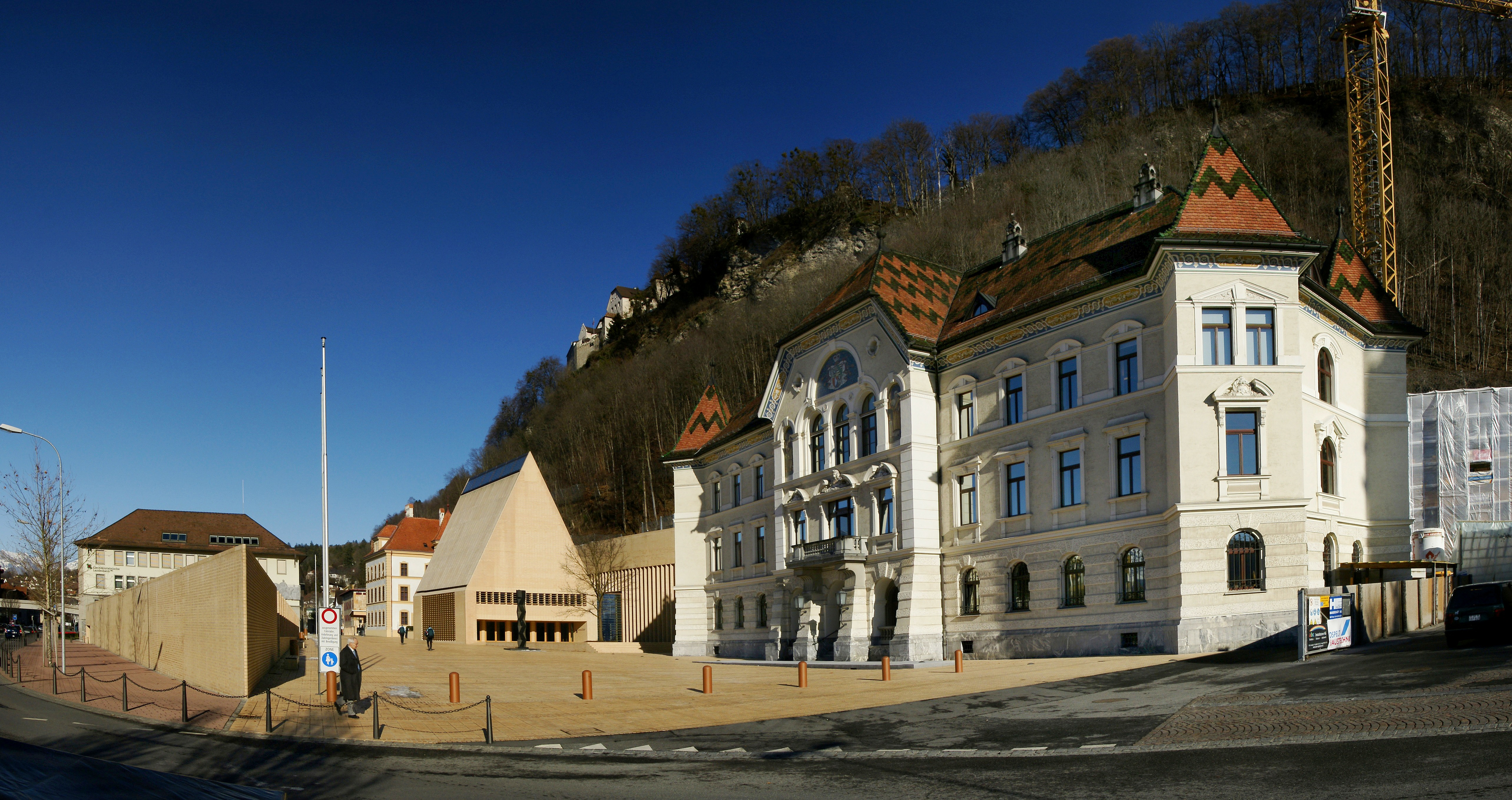
Vaduz, Liechtenstein - Sede do Governo e do Parlamento.

Liechtenstein ou Listenstaine (forma usada oficialmente pela União Europeia) é um minúsculo principado, localizado no centro da Europa, encravado nos Alpes, entre a Áustria, a leste, e a Suíça a oeste. Tem uma população de pouco mais de 34 mil habitantes moram no principado de apenas 160 km².
Desde o século XV, tem o mesmo tamanho e é governado pela mesma família real desde 1608, quando Liechtenstein tornou-se independente do Sacro Império Romano Germânico e isto se refletiu, na língua falada no país que é o alemão, mas o Liechtenstein se diferencia da Alemanha e da Áustria. Por ser um micro-estado é considerado um dos mais ricos do mundo. Mas está sempre sendo citado como um local onde fundos são enviados para a lavagem de dinheiro.

### Luxemburgo

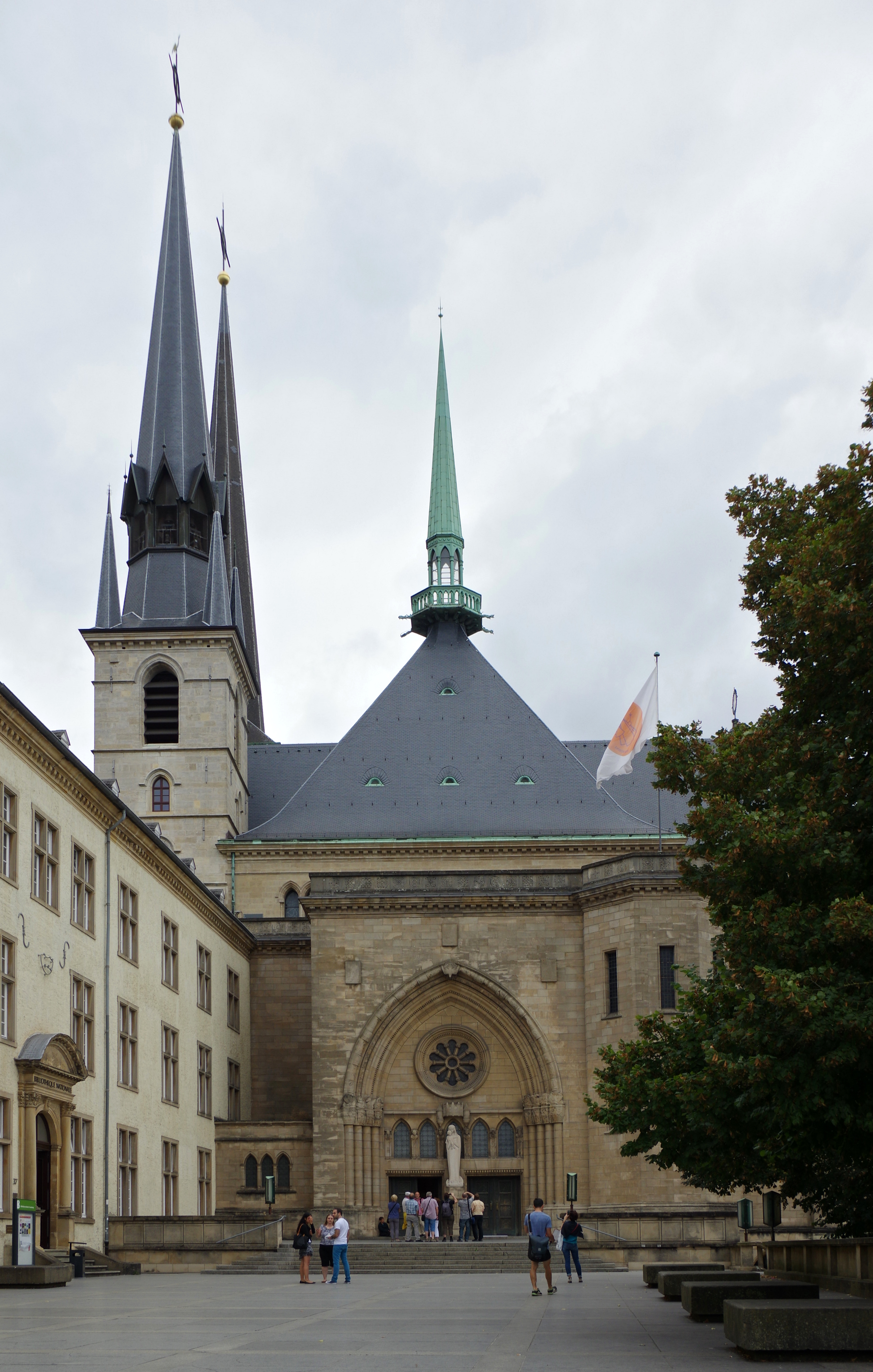
Catedral de Notre-Dame de Luxemburgo.

Luxemburgo, oficialmente Grão-Ducado do Luxemburgo (Luxemburguês: Lëtzebuerg Groussherzogtum, Francês: Grand-Duché de Luxembourg, em Alemão: Großherzogtum Luxemburg), é um pequeno país situado na Europa Central, limitado pela Bélgica, França e Alemanha. Luxemburgo tem uma população de menos de meio milhão de pessoas em uma área de aproximadamente 2586 quilômetros quadrados.
Sendo uma democracia representativa parlamentar com um grão-duque como monarca constitucional, Luxemburgo é o único grão-ducado ainda existente. O país tem uma economia altamente desenvolvida, com um dos maiores PIB per capita no mundo. A sua importância histórica e estratégica remonta a sua fundação, como uma fortaleza romana no início da Idade Média. Foi um importante bastião espanhol ao longo da estrada quando a Espanha foi a principal potência europeia influenciando todo o hemisfério ocidental e para além dos séculos XVI e XVII.
Luxemburgo é um membro fundador da União Europeia, NATO, OCDE, Nações Unidas, Benelux e da União da Europa Ocidental, o que reflete o consenso político em favor da coesão econômica, política e integração militar. A cidade de Luxemburgo, a capital e maior cidade, é sede de várias instituições e organismos da União Europeia.
Luxemburgo reside no fosso cultural entre a Europa Românica e Europa Germânica, empregando costumes de cada uma das diferentes tradições. Luxemburgo é um país trilíngue, onde o alemão, o francês e o luxemburguês são línguas oficiais. Embora seja um Estado laico, a religião predominante no país é a Igreja Católica.

### Países Baixos

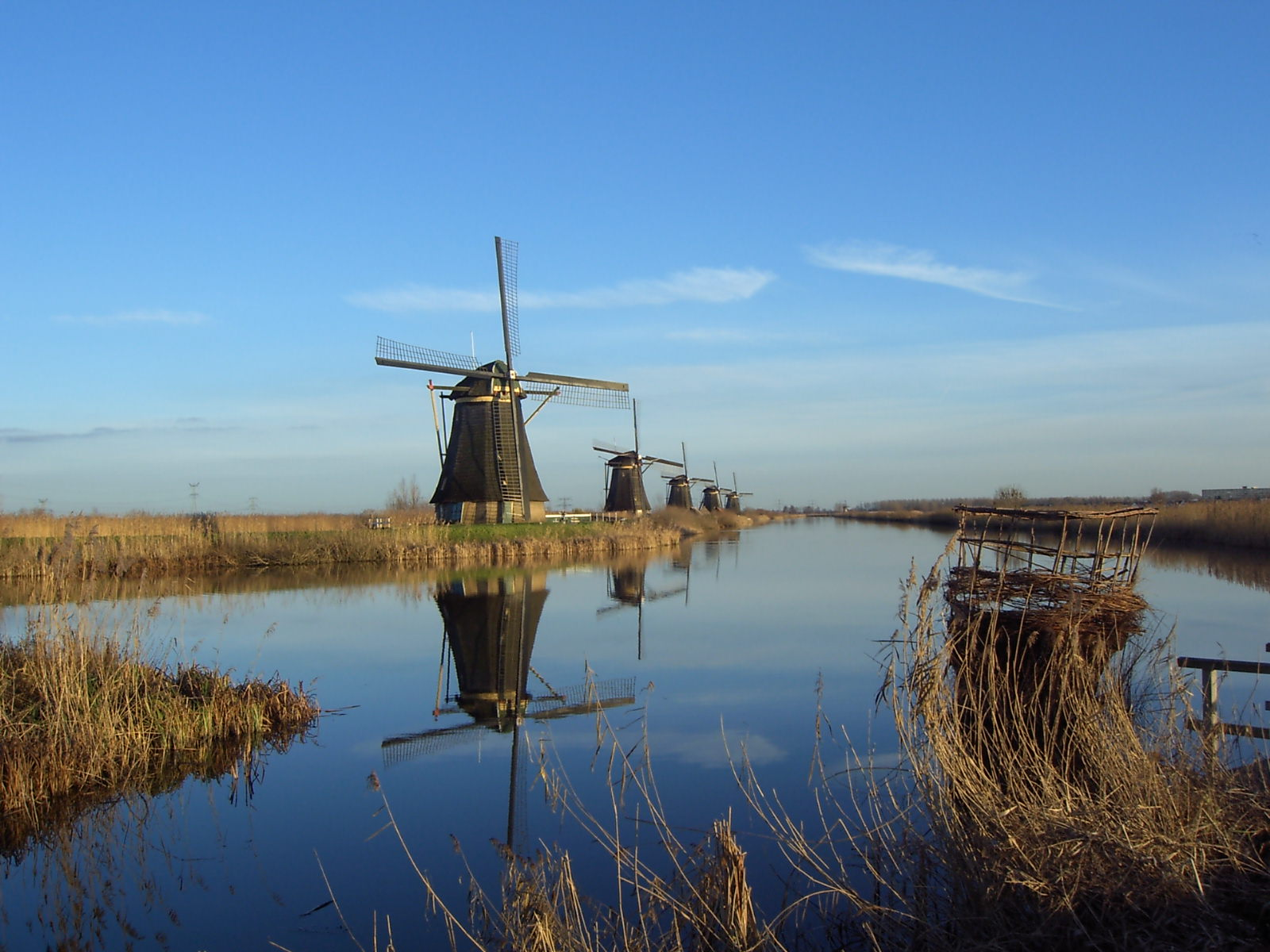
Os moinhos são o símbolo nacional dos Países Baixos.

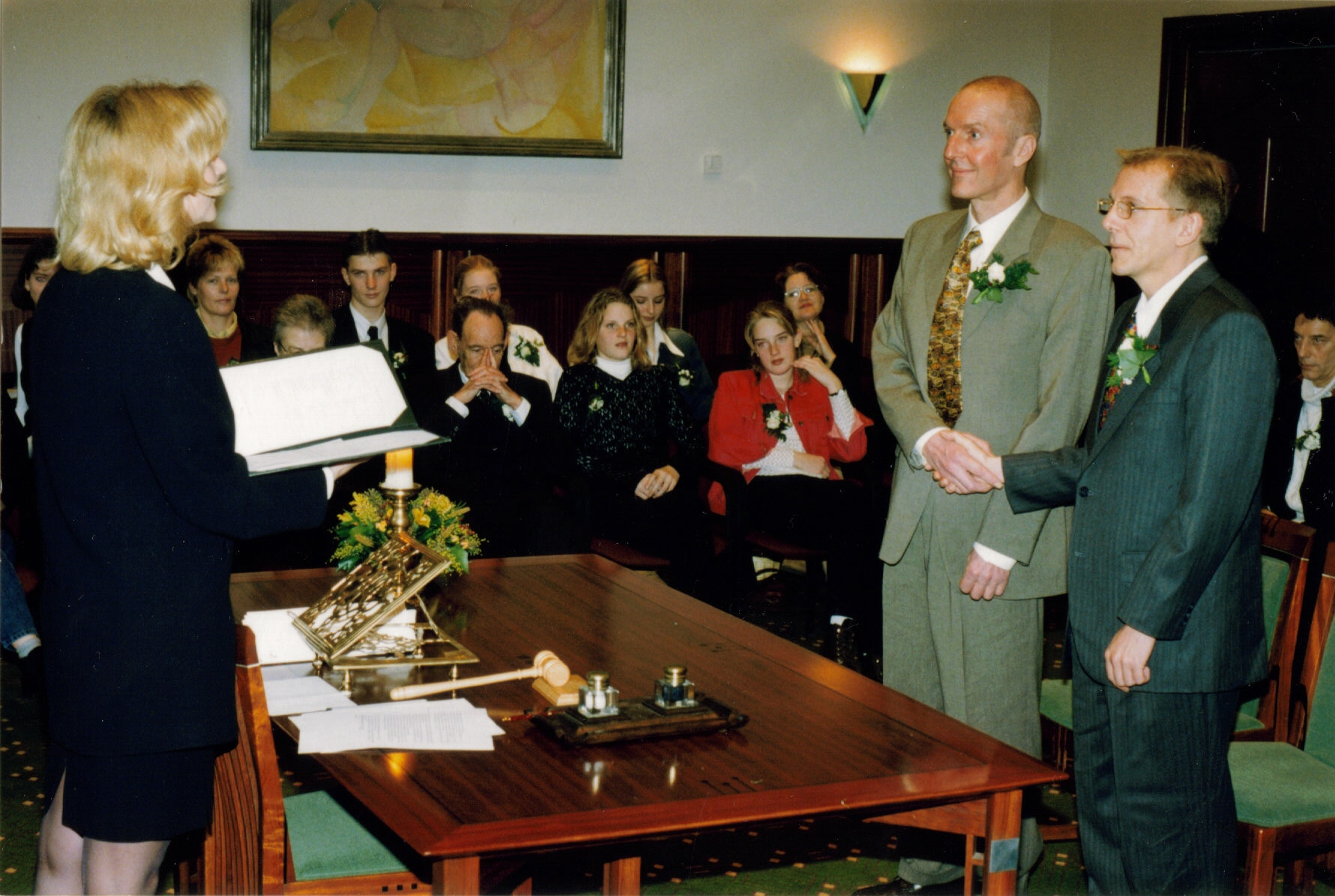
O casamento gay na Holanda. O país foi o primeiro país do mundo a dar todos os direitos das pessoas heterossexuais aos homossexuais.

Os Países Baixos (incorretamente chamados de Holanda) é um dos países mais densamente povoados do globo. São popularmente conhecidos por seus diques, suas tulipas, seus moinhos, seus tamancos e sua tolerância social. Suas políticas liberais são frequentemente mencionadas e usadas como (bons ou maus) exemplos nos demais países.
Um dos fatores culturais que mais destaca os Países Baixos são os pintores renomados ao longo dos séculos. Durante o século XVII, quando o país era uma República e bem próspera, houve o surgimento de grandes artistas e aquela época ficou conhecida como a Era dos Mestres neerlandeses, entre eles, Rembrandt van Rijn, Johannes Vermeer, Jan Steen e Jacob van Ruysdael. Grandes Pintores do século XIX e XX foram Vincent van Gogh e Piet Mondriaan.

### Polónia

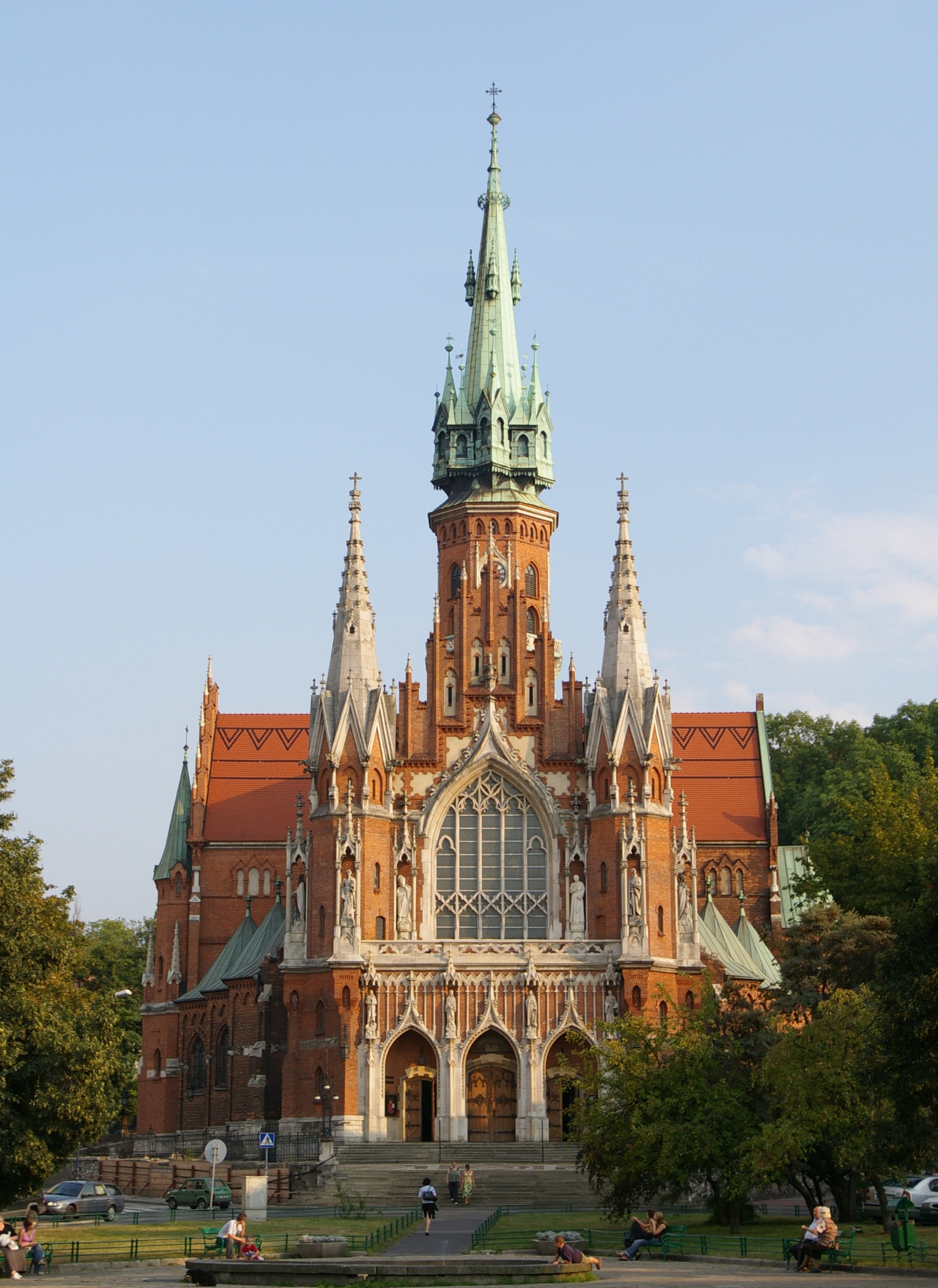
Igreja de São José, no distrito de Cracóvia Podgórze. A Polónia é um dos países mais religiosos da Europa.

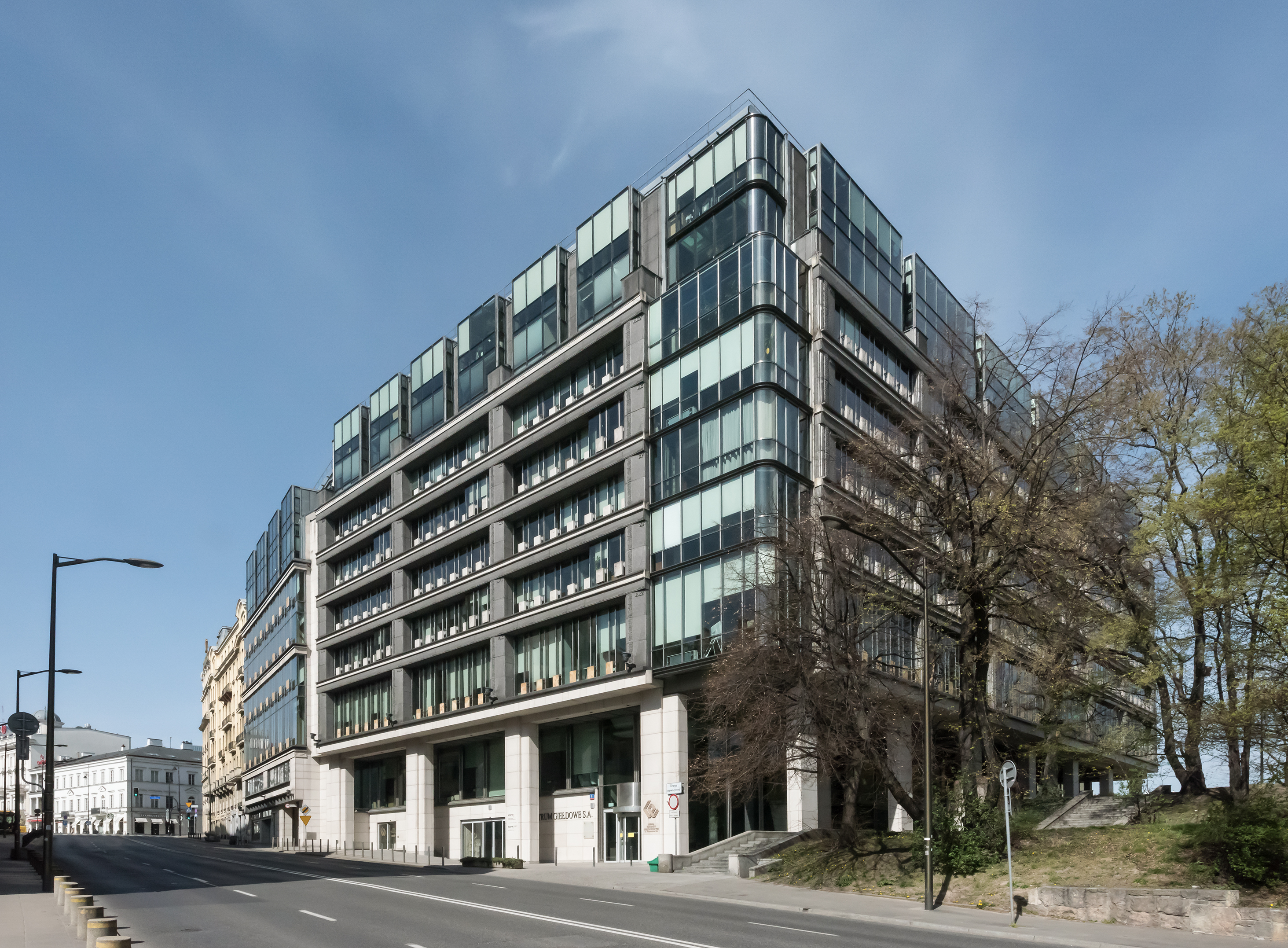
Bolsa de Valores de Varsóvia. Economia polonesa sobreviveu a uma crise econômica de 2008-2009, com taxas de crescimento positivas.

A Polónia  (português europeu) ou Polônia  (português brasileiro) (em polaco Polska), oficialmente República da Polónia, é um país da Europa Central que limita com a Alemanha a Oeste, com a República Checa e a Eslováquia ao Sul, com a Ucrânia e a Bielorrússia a Leste e com a Lituânia e o exclave russo de Kaliningrado ao Norte. É banhada pelo mar Báltico a Norte; ademais, possui uma fronteira marítima com a Dinamarca e a Suécia. A sua superfície total é de 312 683 km², o que a torna o 68º maior país do mundo. A sua população é de mais de 38,5 milhões de habitantes, concentrados principalmente em grandes cidades como Cracóvia e a capital Varsóvia, o que o torna o 34º país mais populoso do mundo, e um dos mais populosos Estados-membros da União Europeia.
O primeiro estado polaco foi criado em 966, com um território muito semelhante ao da moderna Polónia. Tornou-se um reino em 1025 e, em 1569, fortaleceu uma longa associação com o Grão-Ducado da Lituânia para criar a Comunidade Polaco-Lituana; esta associação desmoronou em 1795, e o território polaco foi dividido entre o Reino da Prússia, o Império da Rússia e a Áustria. O país recuperou sua independência como a Segunda República Polaca em 1918 após a Primeira Guerra Mundial, mas foi ocupada pela Alemanha Nazi e pela União Soviética durante a Segunda Guerra Mundial. Durante o período de invasão, o país perdeu cerca de 6 milhões de cidadãos, emergindo anos depois como a República Popular da Polónia, dentro do Bloco do Leste, sob influência soviética.
Em 1989, o governo comunista foi derrubado e a Polónia inaugurou a fase informalmente conhecida como "Terceira República Polaca". Atualmente a Polónia é uma democracia liberal, membro da União Europeia, da OTAN, da OCDE e da OMC.

### República Tcheca

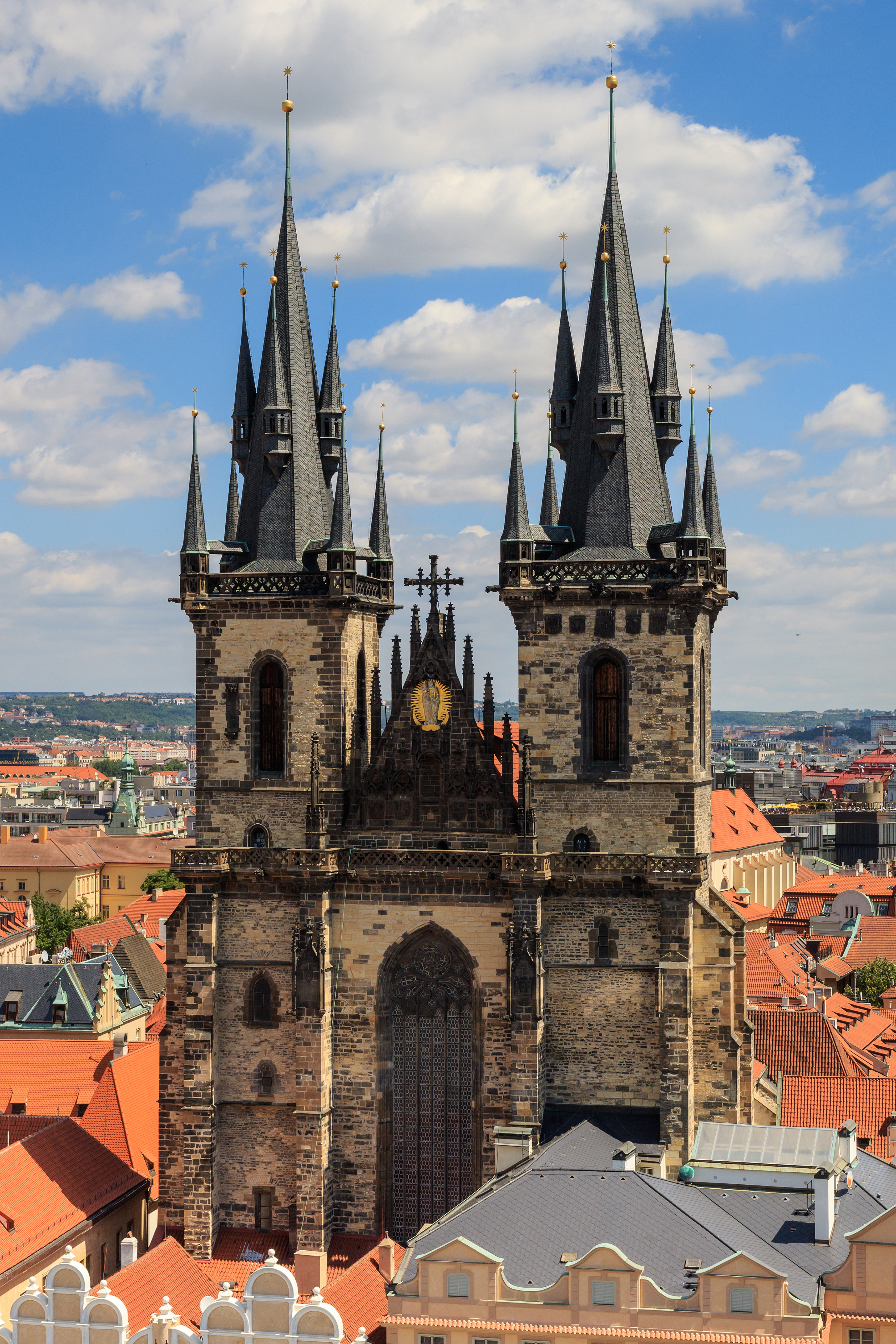
Igreja de Santa Mãe de Týn em Praga. República Checa é um dos países mais ateus no mundo.

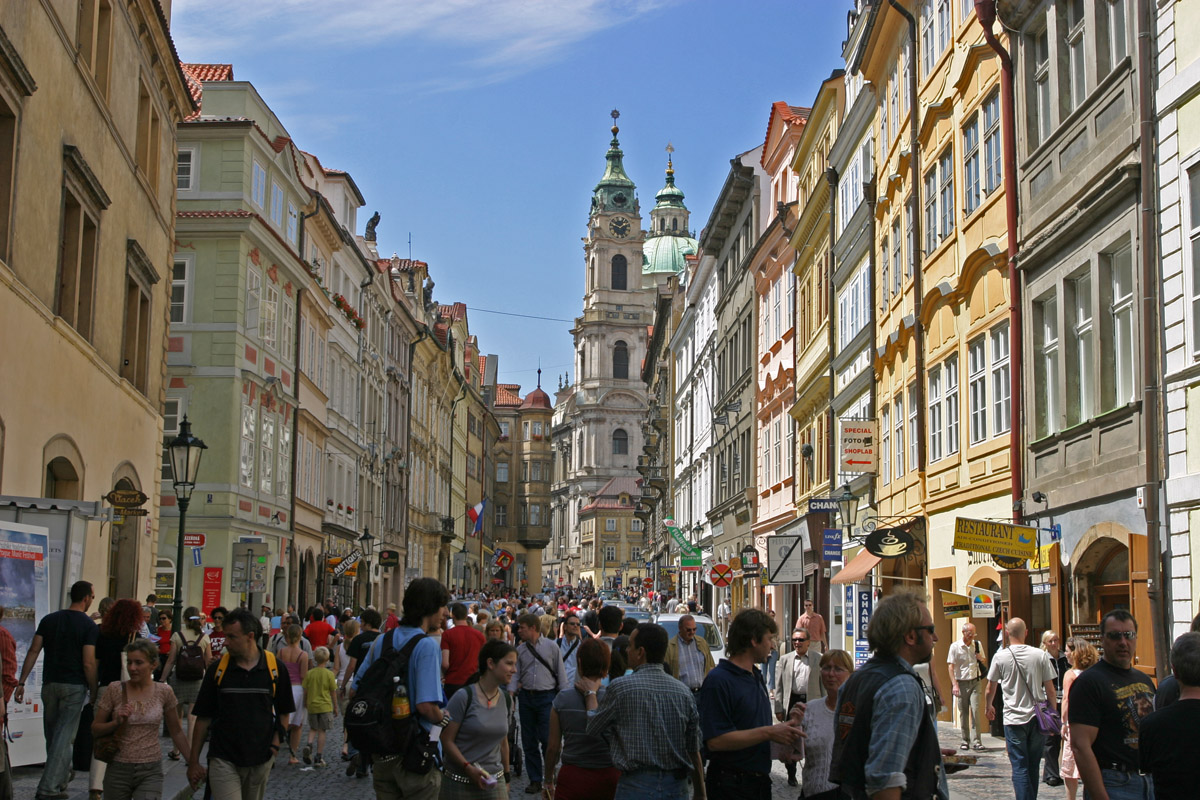
Praga, capital e maior cidade do país. A cidade tornou-se um dos maiores pólos turísticos da Europa.

A República Checa ou Tcheca ou Chéquia ou Tchéquia no Brasil usam-se as duas formas; (em checo Česká republika ou Česko) é um país da Europa Central, limitado a norte pela Polónia, a leste pela Eslováquia, a sul pela Áustria e a oeste e norte pela Alemanha. A capital do país é Praga. É membro da União Europeia desde maio de 2004.
Boémia, na parte ocidental do país, é cercada por morros baixos e forma uma bacia drenada pelo Labe (Elba) e Moldava (Vltava). Morávia, a parte oriental também é montanhosa e é banhada pelo rio Morava. Silésia, a parte do norte da Morávia, entre a Morávia e a Polônia.
Em 1 de janeiro de 1993, a Checoslováquia foi dividida em duas por decisão parlamentar. Desde então, a República Checa e a República Eslovaca (e Eslováquia) são dois países independentes.
A República Checa é o país mais secularizado de toda a Europa, apesar de historicamente ser considerado um país católico. O censo de 2001 verificou que 59% da população não tem religião. Apenas 26,8% da população se considera católica e cerca de 2% são protestantes (para vergonha do reformador boêmio Jan Hus). 30% dos checos se declaram ateus, enquanto cerca de 50% acreditam em algum tipo de força espiritual, não sendo necessariamente Deus.

### Suíça

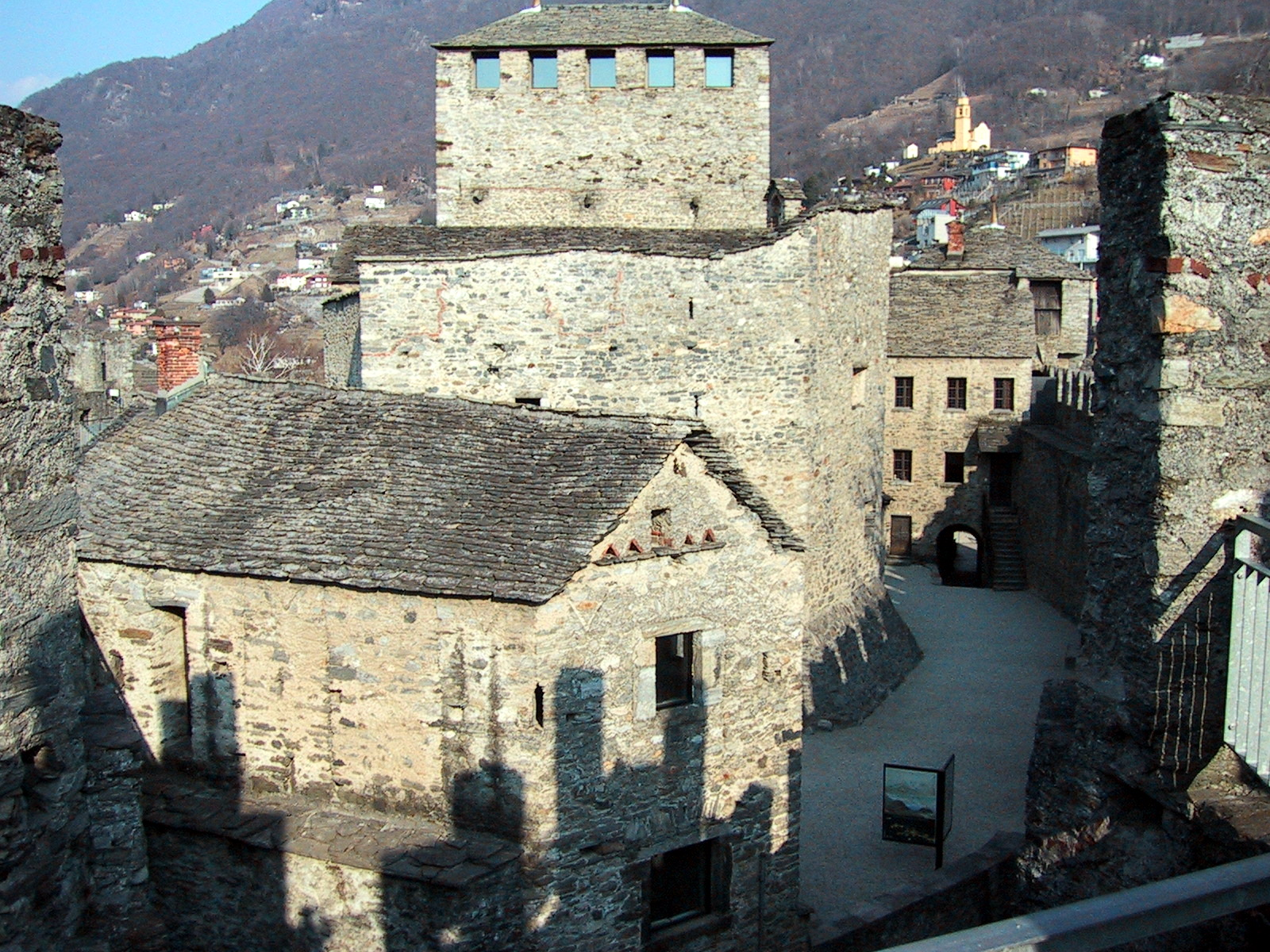
Montebello.

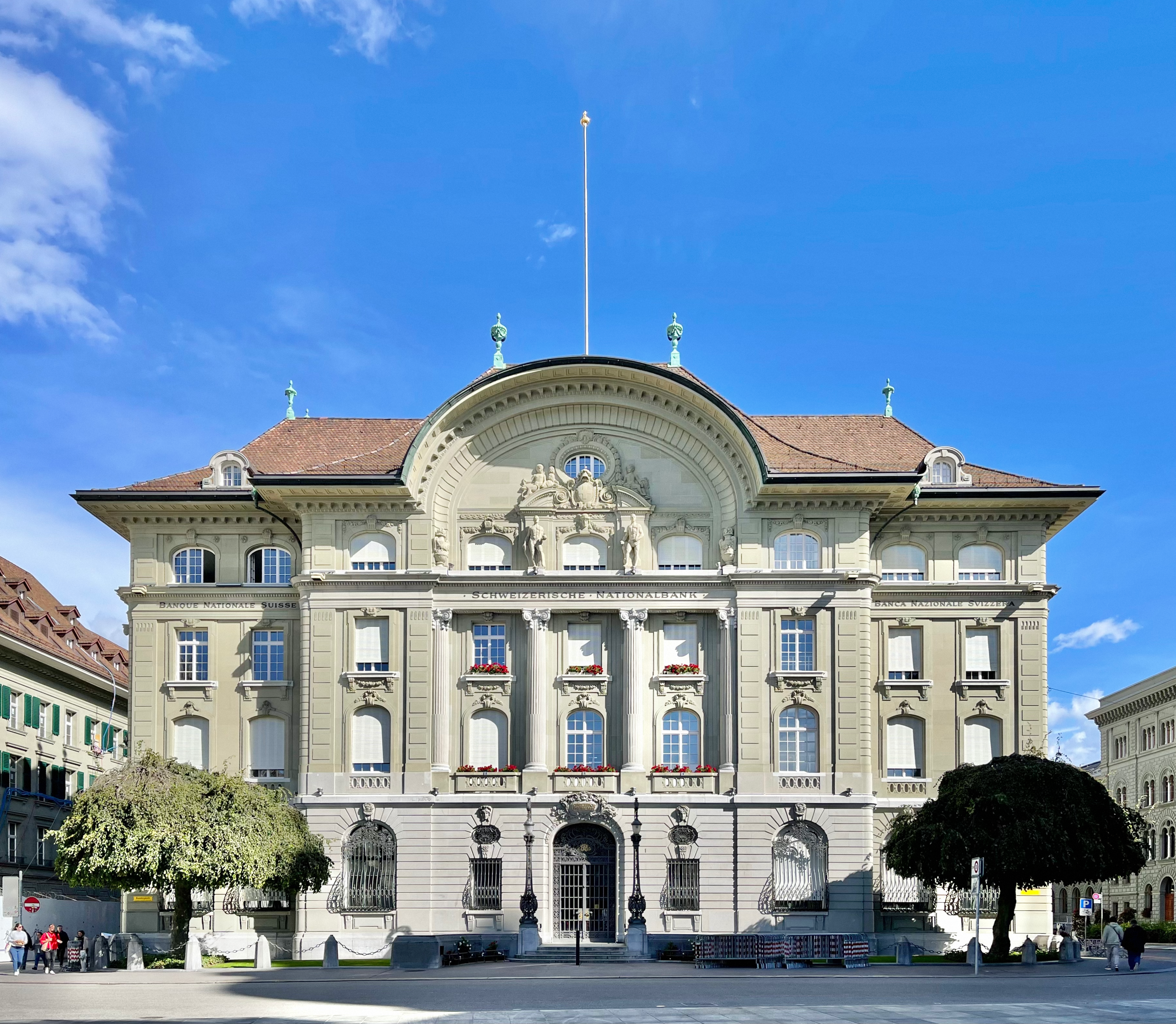
Principal frente do Banco Nacional da Suíça em Berna.

A Suíça, oficialmente Confederação Helvética é uma das economias mais ricas do mundo, e é sede de inúmeros bancos privados e de organizações interracionais. A sua história é marcada pela sua neutralidade política perante as outras nações e representa um marco de liberdade e de democracia para o mundo inteiro.
A Confederação Suíça tem uma longa história de neutralidade, não estando em estado de guerra internacionalmente desde 1815. O país é sede de muitas organizações internacionais como o Fórum Económico Mundial, a Cruz Vermelha, a Organização Mundial do Comércio e do segundo maior Escritório das Nações Unidas. A nível europeu, foi um dos fundadores da Associação Europeia de Comércio Livre e é parte integrante do Acordo de Schengen. Em termos desportivos, o COI, a FIFA e a UEFA possuem as suas sedes localizadas no território suíço.